# Leo Mainoldi
Leonardo Andrés Mainoldi, detto Leo (Cañada de Gómez, 4 marzo 1985), è un cestista argentino con cittadinanza italiana, di formazione spagnola.

## Carriera
Con l'Argentina ha disputato i Giochi olimpici di Rio de Janeiro 2016 e quattro edizioni dei Campionati americani (2009, 2013, 2015, 2017).

## Palmarès
- Campionato argentino: 1

Boca Juniors: 2023-2024